# Laishui
Laishui (chinesisch 涞水县, Pinyin Láishuǐ Xiàn) ist ein chinesischer Kreis der bezirksfreien Stadt Baoding in der Provinz Hebei. Er hat eine Fläche von 1.649 km² und zählt 339.063 Einwohner (Stand: Zensus 2010).
Die Blumen-Pagode (Huata) des Qinghua-Klosters (Qinghua si Hua ta 庆化寺花塔), das Grab des Prinzen Yi (Yinxiang, Erster Prinz Yi) (Yi Xian qinwang mu 怡贤亲王墓) und die Xigang-Pagode (Xigang ta 西岗塔) stehen auf der Liste der Denkmäler der Volksrepublik China.